# Формула на Циолковски
Формулата на Циолковски е уравнение в класическата механика, което описва движението на тяло с променлива маса. Въз основа на тази зависимост дадено устройство може да се ускорява, създавайки тяга чрез изхвърляне на част от своята маса с висока скорост, използвайки закона за запазване на импулса. Този принцип на работа е основен за реактивното задвижване, включително при ракетните двигатели.
Според формулата на Циолковски максималното изменение {\displaystyle \Delta v} на скоростта на дадено тяло (без действащи върху него външни сили) е равно на:
{\displaystyle \Delta v=v_{\text{e}}\ln {\frac {m_{0}}{m_{f}}}=I_{\text{sp}}g_{0}\ln {\frac {m_{0}}{m_{f}}},}
където:
- {\displaystyle I_{\text{sp}}} е специфичният импулс на реактивния двигател, характеристика, зависеща от неговото устройство
- {\displaystyle g_{0}} е гравитационното ускорение
- {\displaystyle \ln } е функцията естествен логаритъм
- {\displaystyle m_{0}} е началната обща маса на тялото (включително горивото)
- {\displaystyle m_{f}} е крайната обща маса на тялото (след изчерпване на горивото)

Зависимостта е изведена за пръв път от британския математик Уилям Мур през 1810 година, но дълго време не намира особено практическо приложение. Тя е наново открита независимо един от друг от няколко учени в началото на XX век – руснакът Константин Циолковски (1903), чието име носи формулата, американецът Робърт Годард (1912), германецът Херман Оберт (1920).